# ایستگاه اتمسفر
ایستگاه اتمسفر فیلمی به کارگردانی مهدی جعفری، نویسندگی مهدی جعفری و مهین عباس‌زاده و تهیه‌کنندگی علیرضا قاسم‌خان ساخته سال ۱۳۹۵ است.

## خلاصه داستان
این فیلم روایت گر داستان زندگی زوج جوانی به اسم «مرجان» و «وحید» است که هشت ماهی می‌شود طلاق گرفته‌اند اما به دلایل خاصی مجبورند به زندگی در کنار هم ادامه دهند. در این میان مرجان که تصمیم به مهاجرت دارد، تمام تلاشش را برای گرفتن اقامت دائم کانادا می‌کند اما …

## بازیگران
- محسن کیایی
- رؤیا افشار
- ژاله صامتی
- شاهرخ فروتنیان
- آناهیتا افشار
- سوگل قلاتیان
- بابک بهشاد